# Maison de prêtre de Locmiquel
La maison de prêtre de Locmiquel est une maison de prêtre (presbytère) de Grand-Champ, dans le Morbihan.

## Localisation
La maison est située au sein du hameau de Lomciquel, à environ 4,5 km à vol d'oiseau sud-sud-ouest du centre-bourg de Grand-Champ. Elle est située à 35 m au nord de la chapelle Saint-Michel, qu'elle dessert.

## Histoire
La maison est construite en 1523, pour le prêtre Lieou.
Les façades sont inscrites au titre des monuments historiques par arrêté du 28 août 1988.

## Architecture
Construite selon un plan rectangulaire et avec des moellons de granite, la maison comporte deux niveaux (rez-de-chaussée et un étage). Le toit est constitué de chaume. Quelques baies, en pierre de taille moulurée s'ouvrent sur la façade, dont l'une porte un arc de décharge.
Malgré son ancienneté, cette bâtisse est restée dans un très bon état de conservation.